# Dan Lebental
Daniel A. Lebental (* 23. Mai 1963) ist ein US-amerikanischer Filmeditor.

## Leben
Lebenthal ist seit Anfang der 1990er Jahre als Filmeditor tätig und war als solcher an mehr als 40 Film- und Fernsehproduktionen beteiligt. Er arbeitete mehrfach mit Regisseur Jon Favreau zusammen und zeichnete für den Schnitt mehrerer Produktionen aus dem Marvel Cinematic Universe verantwortlich. Für seine Arbeit an Iron Man wurde er 2008 mit dem Satellite Award in der Kategorie Bester Filmschnitt ausgezeichnet. 2016 war für den Saturn Award für den besten Schnitt nominiert.
Als Entwickler und Designer hat Lebental die TouchEdit app entwickelt, eine Schnitt-Software.
Er ist Mitglied der American Cinema Editors und Motion Picture Academy of Arts. Außerdem unterrichtete er im Bereich Filmschnitt an der University of South Carolina.

## Filmografie (Auswahl)
- 1995: Dead Presidents
- 1996: Don’t Look Back – Die Killer im Nacken (Don’t Look Back)
- 1997: Scharfe Täuschung (Deceiver/Liar)
- 1997: American Shrimps (Eat Your Heart Out)
- 1998: Very Bad Things
- 2000: Ein heißer Coup (Where the Money Is)
- 2001: Happy Campers
- 2001: From Hell
- 2003: 11:14
- 2003: Buddy – Der Weihnachtself (Elf)
- 2005: Zathura – Ein Abenteuer im Weltraum (Zathura)
- 2006: The Woods
- 2006: Trennung mit Hindernissen (The Break-Up)
- 2008: Iron Man
- 2009: All Inclusive (Couples Retreat)
- 2010: Iron Man 2
- 2011: Cowboys & Aliens
- 2013: Thor – The Dark Kingdom (Thor: The Dark World)
- 2015: Ant-Man
- 2016: Term Life – Mörderischer Wettlauf (Term Life)
- 2017: CHiPs
- 2017: Spider-Man: Homecoming
- 2018: Ant-Man and the Wasp
- 2019: Spider-Man: Far From Home
- 2020: Bad Boys for Life
- 2021: Mortal Kombat
- 2023: Dungeons & Dragons: Ehre unter Dieben (Dungeons & Dragons: Honor Among Thieves)
- 2024: Bad Boys: Ride or Die
- 2024: Beverly Hills Cop: Axel F